# ویاریکوس
ویاریکوس (به اسپانیایی: Villaricos) یک منطقه مسکونی در اسپانیا است که در کوئباس دل آلمانسورا واقع شده‌است. ویاریکوس ۶۳ کیلومتر مربع مساحت و ۶۲۶ نفر جمعیت دارد و ۳ متر بالاتر از سطح دریا واقع شده‌است.